# 汪清林业局
汪清林业局是一个位于中华人民共和国吉林省延边朝鲜族自治州汪清县的类似乡级单位，亦是长白山森工集团所属的一个林业局。
汪清林业局始建于1947年，位于汪清县内，与延吉、珲春、图们、绥芬河相邻，现有森林经营面积30.4万公顷，其中有林地面积29.2万公顷。林区总人口25207人。

## 行政区划
汪清林业局下辖以下单位：
林业局社区、金沟岭林场、地阴沟林场、沙金沟林场、塔子沟林场、大柞树林场、荒沟林场、大荒沟林场、金苍林场、杜荒子林场、西南岔林场、兰家林场、六道林场、浪溪林场和亲和种子园。